# Nasuto
Nasuto ist ein osttimoresischer Ort im Suco Ulmera (Verwaltungsamt Bazartete, Gemeinde Liquiçá). Das Dorf liegt auf einer Meereshöhe von 651 m im Norden der Aldeia Terlau. Hier treffen im Süden Ulmeras die Überlandstraßen aus Fahilebo, Tibar und Liho aufeinander. Westlich ist der Nachbarort Tetsari, südwestlich Pilaparia und nordöstlich Fahiten (Suco Tibar).